# Lena Hentschel
Lena Corona Hentschel (* 17. Juni 2001 in Berlin) ist eine deutsche Wasserspringerin. Sie gewann bei den Olympischen Sommerspielen 2020 in Tokio eine Bronzemedaille im Synchronspringen vom 3-Meter-Brett.

## Karriere
Lena Hentschel wurde im Jahr 2018 erstmals Deutsche Meisterin. Dies gelang ihr im Synchronspringen vom 3-Meter-Brett zusammen mit ihrer Partnerin Tina Punzel. Bei den Schwimmeuropameisterschaften 2018 in Glasgow  gewannen beide Silber hinter Elena Bertocchi und Chiara Pellacani aus Italien. Bei ihren ersten Weltmeisterschaften, 2019 in Gwangju, erreichte Hentschel Platz 21 im Kunstspringen vom 1-Meter-Brett und Platz 32 im Kunstspringen vom 3-Meter-Brett. 
Bei den Schwimmeuropameisterschaften 2020 in Budapest, die aufgrund der COVID-19-Pandemie erst ein Jahr später stattfanden, wurden Hentschel und Punzel Europameisterinnen im Synchronspringen vom 3-Meter-Brett.
Hentschel qualifizierte sich mit ihrer Synchronpartnerin Punzel für die Olympischen Spiele 2020 in Tokio 2021 und vertrat dort den Deutschen Schwimm-Verband. Sie errangen die Bronzemedaille im Synchronspringen vom 3-Meter-Brett und damit die erste Medaille für den Deutschen Olympischen Sportbund bei diesen Spielen.